# San Rafael (wodospad)
San Rafael – 150-metrowy wodospad na rzece Coca na terenie Parku Narodowego Cayambe Coca w Ekwadorze i największy wodospad w tym kraju. Wodospad stanowił popularną atrakcję turystyczną kraju, lecz w lutym 2020 r. nastąpiło załamanie dna koryta rzeki w jej górnym biegu i znaczący spadek przepływu wody na kaskadzie wodospadu. Przyczyna zjawiska nie została wyjaśniona.